# Joge-e

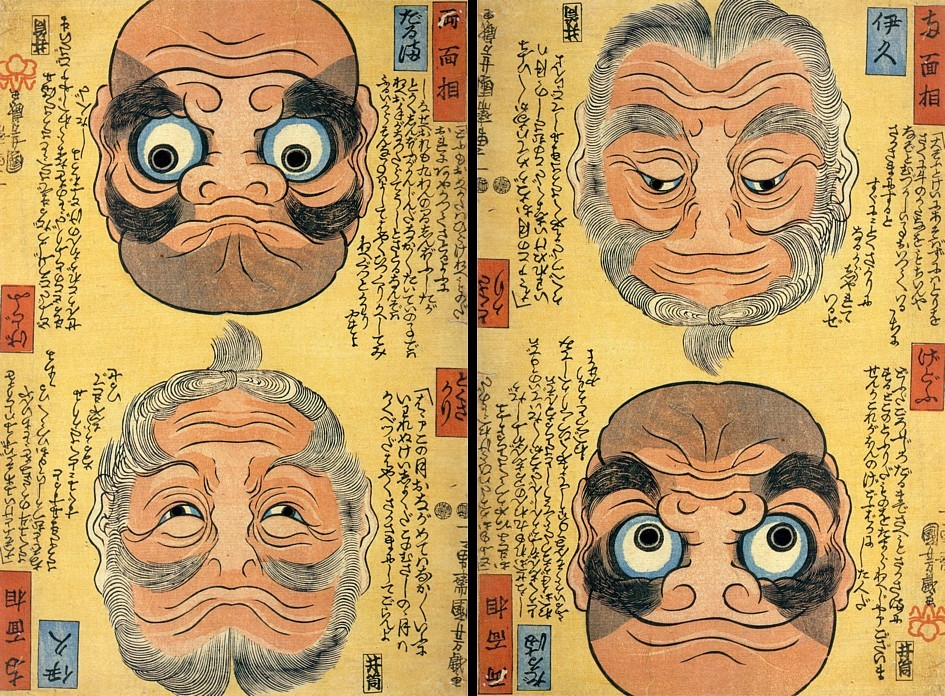
Exemple d'image à deux perspectives de 1852.

Les Joge-e (上下絵) sont des images ludiques spéciales souvent créées durant l'ère Meiji au Japon qui peuvent être vues dans un sens ou dans l'autre. Selon l'orientation, une image différente apparaît. 